# Викалви
Вика̀лви (на италиански: Vicalvi, на местен диалект Ucàluë, Укалуъ) е община в Централна Италия, провинция Фрозиноне, регион Лацио. Разположена е на 590 m надморска височина. Населението на общината е 840 души (към 2010 г.).
Административен център на общината е село Деликата (Delicata).